# Gewöhnliches Habichtskraut
Gewöhnliches Habichtskraut (Hieracium lachenalii) ist eine krautige Pflanze aus der Familie der Korbblütler (Asteraceae). Ihr Verbreitungsgebiet reicht von Westeuropa bis tief nach Ost- und Südosteuropa und in den Kaukasus.

## Beschreibung

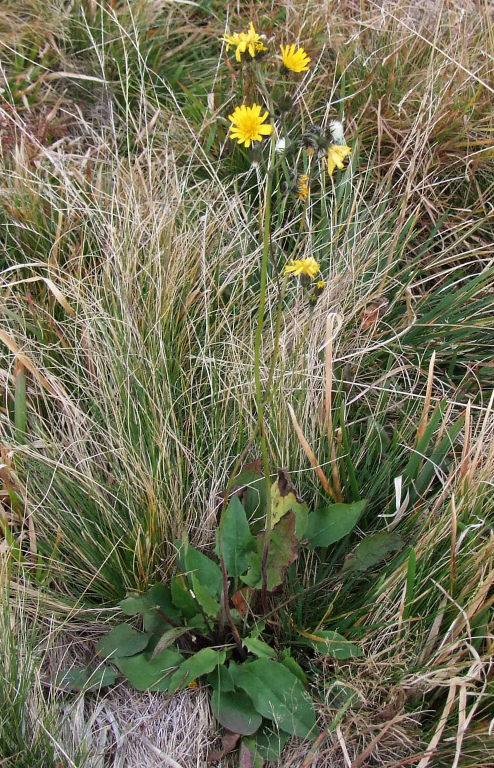
Habitus

Die Pflanzen sind 20 bis 50 Zentimeter hoch und führen Milchsaft. Grundblätter sind zur Blütezeit meist vorhanden, meist zwei bis fünf (selten bis 8), 1 bis 15 Zentimeter lang und 1–4 cm breit. Sie sind schmal-eiförmig bis lanzettlich, stumpflich oder spitz, am Rand grob gezähnt graugrün oder hellgrün, unterseits oft weinrot überlaufen, oberseits fast nie gefleckt, die Flecken kontrastieren nur wenig gegen das Blatt. Die meist drei bis fünf, selten ein bis zwölf Stängelblätter stehen wechselständig, einige oder alle sind unterseits zuweilen lückig-flockig behaart. Die unteren, noch bis deutlich gestielten Stängelblätter gleichen den inneren Grundblättern, die oberen hingegen sind kleiner und lanzettlich und keilig bis breit sitzend. Die mittig stehenden Stängelblätter sind bis sehr kurz gestielt.
Blütezeit ist Juni bis August. Die aufrechten Stängel sind in der oberen Stängelhälfte meist sternhaarig-grau und mit dunklen Drüsenhaaren besetzt. Der Gesamtblütenstand ist rispig, er weist drei bis acht (selten zwei bis zehn) Äste auf und zehn bis fünfundzwanzig (selten fünf bis fünfzig) Köpfchen. Die in wenigen Reihen stehenden Hüllblätter sind schmal bis breit, stumpf bis spitz, meist haarlos oder bis mäßig behaart, dafür arm- bis reichdrüsig, flockenlos oder bis mäßig flockig. Dem Körbchenboden fehlen Spreublätter. Die Körbchen messen (mit ausgebreiteten Blüten) 2 bis 2,5 Zentimeter im Durchmesser, die Blüten sind zungenförmig, zwittrig und hell goldgelb.
Die Achänen sind knapp 4 Zentimeter lang, der Haarkranz einreihig und schmutzig weiß, die Haare sind unter Druck auf die Spitze brüchig.
Die Chromosomenzahl der Art ist 2n = 27 oder 36.

## Vorkommen

### Allgemeine Verbreitung
Das geschlossene Verbreitungsgebiet reicht von den Pyrenäen durch ganz Europa (im Norden jedoch unter Aussparung von Island und des nördlichen Teils von Skandinavien) bis nach Mittel-Sibirien, um dann nochmals in den Küstengebirgen des Ochotskischen  Meeres aufzutreten (der genaue Verlauf der östlichen Grenze ist jedoch wegen der fraglichen Zuordnung einiger Kleinarten nicht ganz eindeutig). In Südost-Europa reicht das Areal bis Rumänien. Aus Albanien und Bulgarien sind nur wenige Funde bekannt. In der Türkei ist die Art nur sporadisch nachgewiesen, dafür tritt sie wieder im Kaukasus und mit Teilarealen vom Pamir bis zum Alatau auf (hier wieder mit Abgrenzungsproblemen). Eingebürgert ist die Art in Nordamerika und in Neuseeland. 

### Standorte und Ökologie
Das Gewöhnliche Habichtskraut wächst einzeln bis herdenweise an halbschattigen, gelegentlich auch an lichtreichen Stellen auf mäßig frischen, mäßig nährstoffreichen bis nährstoffarmen, basenreichen, kalkarmen bis kalkreichen, flach- bis tiefgründigen, teilweise steinigen Lehmböden. 
Das Spektrum der Lichtverhältnisse und der Bodenreaktion steht vermutlich teilweise im Zusammenhang mit der Sippenspezifizierung. 
Die Art tritt häufig auf in lichten Eichenwäldern (Quercion robori-petraeae), in Buchenwäldern wegen der ungünstigen Lichtverhältnisse dagegen seltener. Auch dicht schließende Gebüsche, Waldmantelzonen  und Schlagfluren werden nur gelegentlich besiedelt. Charakteristisch ist die Art dagegen für verschiedene acidocline Hieracium-Säume des Schwarzwaldes. Auch in Beständen von Borstgras- und Blaugras-Gesellschaften tritt sie auf, selten auch in Mesobromion-Fragmenten. An Sekundärstandorten wie Straßenränder, Steinbrüche und Bahnanlagen tritt sie jedoch gegenüber anderen Habichtskräutern zurück. In rauen Lagen der Mittelgebirge und auf Sandböden fehlt das Gewöhnliche Habichtskraut gebietsweise. Es steigt etwa bis zur Laubwaldgrenze auf. 
In den Allgäuer Alpen steigt sie im Vorarlberger Teil auf dem Haldenwanger Egg bei Warth bis zu 1850 m Meereshöhe auf.
Die ökologischen Zeigerwerte nach Landolt et al. 2010 sind in der Schweiz: Feuchtezahl F = 3 (mäßig feucht), Lichtzahl L = 3 (halbschattig), Reaktionszahl R = 3 (schwach sauer bis neutral), Temperaturzahl T = 3+ (unter-montan und ober-kollin), Nährstoffzahl N = 3 (mäßig nährstoffarm bis mäßig nährstoffreich), Kontinentalitätszahl K = 4 (subkontinental).

## Variabilität
Hieracium lachenalii wurde 1802 von Johann Rudolf Suter in Helvetiens flora, worinn alle im Hallerischen Werke enthaltenen und seither neuentdeckten Schweizer Pflanzen nach Linné's Method aufgestellt sind, Band 2, S. 145 erstbeschrieben. Der Komplex wurde von Karl Hermann Zahn weiter untergliedert. Nach Euro+Med können mindestens 104 Unterarten unterschieden werden.